# Liste der französischen Kavallerieregimenter der Frühen Neuzeit
Die französische Reiterei bestand im Ancien Régime aus unterschiedlichen Truppengattungen: aus der eigentlichen Kavallerie (irreführend als Cavallerie légère ("leicht") bezeichnet), aus den ursprünglich auch zu Fuß kämpfenden Dragonern und ab 1694 zunehmend auch aus Husaren. Als Kavallerie hingegen wurden nur die zu den Königlichen Haustruppen gehörenden Gendarmen der Garde gezählt.

## Erläuterung der Systematik
Der unten stehenden Liste die letzte Bezeichnung (meist Region) und das Gründungsjahr hinzugefügt. So soll eine Vergleichbarkeit erleichtert werden. Diese Nummerierung folgt konsequent den Aufstellungen von Tessin. Wurden in einem Jahr mehrere Regimenter gegründet, fügte Tessin eine zweite Ziffer hinzu (z. B. "1743/7" = siebtes französisches Regiment, das im Jahre 1743 aufgestellt wurde). Es folgen die Namen der Regimentsinhaber bzw. der Name (ggf. Name des Kommandanten) bzw. die Regionen-Bezeichnung. Tessin entschied sich, anders als Susane, Regimenter, die über eine längere Zeit (etwa 10 Jahre) nicht existierten nicht in eine Traditionsfolge zu stellen.
Bedeutung der verwendeten Zeichen: "*" = Gründung, "†" = Auflösung, "<" = Herkunft, ">" = Verbleib, "=" = Doppelfunktion als anderes stehendes Regiment.

## Haustruppen des Königs
Die Haustruppen des Königs (Maison du Roi) umfassten unterschiedliche Truppenteile, die nicht nur zu Repräsentationszwecken und zum Wachdienst des Königs eingesetzt wurden. Einige Truppenteile waren auch beritten und wurden zum Teil als reguläre berittene Truppen eingesetzt:
- Gardes du corps
- Gendarmen der Garde ("Schwere Kavallerie")
- Musketiere der Garde ("Dragoner")
- Chevau-légèrs
- Reitende Grenadiere

→ Maison militaire du roi de France

## Kavallerie
Die eigentlich schwere Kavallerie umfasste in Frankreich die Régiments de cavalerie, während die leichte Kavallerie aus Dragonern, Jägern zu OPferde und Husaren bestand.

### Rangliste Kavallerie 1758
- Kavallerieregiment K 1 Colonel Général (1665/1) > 1791 Kavallerieregiment Nr. 1
- Kavallerieregiment K 2 Mestre de camp  général (1665/2) > 1791 Kavallerieregiment Nr. 24
- Kavallerieregiment K 3 Commissaire Général (1665/3) > 1791 Kavallerieregiment Nr. 2
- Kavallerieregiment K 4 Royal (1635/1) > 1791 Kavallerieregiment Nr. 2
- Kavallerieregiment K 5 du Roi (1635/49) > 1791 Kavallerieregiment Nr. 6
- Kavallerieregiment  K 6 Royal Etranger  (1657/10) > 1791 Kavallerieregiment Nr. 7
- Kavallerieregiment  K 7 Cuirassiers du Roi (1665/4) > 1791 Kavallerieregiment Nr. 8
- Kavallerieregiment K 8 Royal Cravates (1667/1) > 1791 Kavallerieregiment Nr. 10
- Kavallerieregiment K 9 Royal Roussillon (1665/5) > 1791 Kavallerieregiment Nr. 11
- Kavallerieregiment K 10 Royal Piémont (1671/9) > 1791 Kavallerieregiment Nr. 14
- Kavallerieregiment K 11 Royal Allemand (1671/10) (deutsch) > 1791 Kavallerieregiment Nr. 15
- Kavallerieregiment  K 12 Royal Pologne (1653/6) > 1791 Kavallerieregiment Nr. 5
- Kavallerieregiment K 13 La Reine (1665/7) > 1791 Kavallerieregiment Nr. 4
- Kavallerieregiment K 14 Royal Picardie (1665/20) > 1791 Kavallerieregiment Nr. 21
- Kavallerieregiment K 15 Royal Champagne (1682/1) > 1791 Kavallerieregiment Nr. 20
- Kavallerieregiment K 16 Royal Navarre (1672/1) > 1791 Kavallerieregiment Nr. 22
- Kavallerieregiment K 17 Royal Normandie (1674/1) > 1791 Kavallerieregiment Nr. 19
- Kavallerieregiment K 19 Le Dauphin > 1791 Kavallerieregiment Nr. 12
- Kavallerieregiment K 20 Royal Bourgogne (1665/8) > 1791 Kavallerieregiment Nr. 17
- Kavallerieregiment K 21 Berry (1673/1) > 1791 Kavallerieregiment Nr. 18
- Kavallerieregiment K 22 Royal Carabiniers (1693/1) - * errichtet 1693 als Royal Carabiniers > 1791 Karabinerregiment Nr. 1 & Nr. 2
- Kavallerieregiment K 23 Artois (1665/9) > 1791 Kavallerieregiment Nr. 9
- Kavallerieregiment K 24 Orleans (1665/10) > 1791 Kavallerieregiment Nr. 13
- Kavallerieregiment K 25 Chartres
- Kavallerieregiment K 26 Condé
- Kavallerieregiment K 27 Bourbon
- Kavallerieregiment  K 29 Beaupré (ab 1776 Condé-dragons)
- Kavallerieregiment  K 30 Penthièvre
- Kavallerieregiment   K 30 Noailles
- Régiment de Charost cavalerie (1667–1761)
- Régiment de Dauphin-Étranger cavalerie (1674–1761)
- Régiment d’Espinchal cavalerie (1673–1761)
- Régiment de Vogué cavalerie (1666–1761)

### Kavallerie 1779
- Kavallerieregiment Colonel Général (1665/1) > 1791 Kavallerieregiment Nr. 1
- Kavallerieregiment Royal (1635/1) > 1791 Kavallerieregiment Nr. 2
- Kavallerieregiment Commissaire Général (1665/3) > 1791 Kavallerieregiment Nr. 2
- Kavallerieregiment La Reine (1665/7) > 1791 Kavallerieregiment Nr. 4
- Kavallerieregiment Royal Pologne (1665/6) > 1791 Kavallerieregiment Nr. 5
- Kavallerieregiment du Roi (1635/49) > 1791 Kavallerieregiment Nr. 6
- Kavallerieregiment Royal Etranger  (1657/10) > 1791 Kavallerieregiment Nr. 7
- Kavallerieregiment Cuirassiers du Roi (1665/4) > 1791 Kavallerieregiment Nr. 8
- Kavallerieregiment Artois (1665/9) > 1791 Kavallerieregiment Nr. 9
- Kavallerieregiment Royal Cravates (1667/1) > 1791 Kavallerieregiment Nr. 10
- Kavallerieregiment Royal Roussillon (1665/5) > 1791 Kavallerieregiment Nr. 11
- Kavallerieregiment Le Dauphin (1668/1) > 1791 Kavallerieregiment Nr. 12
- Kavallerieregiment Orleans (1665/10) > 1791 Kavallerieregiment Nr. 13
- Kavallerieregiment Royal Piémont (1671/9) > 1791 Kavallerieregiment Nr. 14
- Kavallerieregiment Royal Allemand (1671/10) (deutsch) > 1791 Kavallerieregiment Nr. 15
- Kavallerieregiment Royal Lorraine (1671/1) > 1791 Kavallerieregiment Nr. 16
- Kavallerieregiment Royal Bourgogne (1665/8) > 1791 Kavallerieregiment Nr. 17
- Kavallerieregiment Berry (1673/1) > 1791 Kavallerieregiment Nr. 18
- Kavallerieregiment Royal Normandie (1674/1) > 1791 Kavallerieregiment Nr. 19
- Kavallerieregiment Royal Champagne (1682/1) > 1791 Kavallerieregiment Nr. 20
- Kavallerieregiment Royal Picardie (1665/20) > 1791 Kavallerieregiment Nr. 21
- Kavallerieregiment Royal Navarre (1672/1) > 1791 Kavallerieregiment Nr. 22
- Kavallerieregiment Royal Guyenne (1779/1) > 1791 Kavallerieregiment Nr. 23
- Kavallerieregiment Mestre de camp général (1665/2) > 1791 Kavallerieregiment Nr. 24
- Karabinierregiment (1693/1) - * errichtet 1693 als Royal Carabiniers > 1791 Karabinerregiment Nr. 1 & Nr. 2
- Kavallerieregiment K 28 La Marche prince

## Dragoner

### Rangliste 1758
- Dragonerregiment D I Colonel Général (1668/6) > 1791 Dragonerregiment Nr. 5
- Dragonerregiment D II Mestre de Camp Général (1674/17) > 1791 Dragonerregiment Nr. 10
- Dragonerregiment D III Royal (1656/5) > 1791 Dragonerregiment Nr. 1
- Dragonerregiment D IV Le Roi (1744/2) > 1791 Dragonerregiment Nr. 18
- Dragonerregiment D V La Reine (1673/14) > 1791 Dragonerregiment Nr. 6
- Dragonerregiment D VI Le Dauphin (1673/15) > 1791 Dragonerregiment Nr. 7
- Dragonerregiment D VII Orléans (1718) > 1791 Dragonerregiment Nr. 16
- Dragonerregiment D VIII Lorraine 1673/16 > 1791 Dragonerregiment Nr. 9
- Dragonerregiment D XIV Thianges

### Dragoner 1779
- Dragonerregiment Royal (1656/5) > 1791 Dragonerregiment Nr. 1
- Dragonerregiment Condé von 1665/11 > 1791 Dragonerregiment Nr. 2
- Dragonerregiment Bourbon von 1665/12 > 1791 Dragonerregiment Nr. 3
- Dragonerregiment Conti von 1667/2 > 1791 Dragonerregiment Nr. 4
- Dragonerregiment Colonel Général (1668/6) > 1791 Dragonerregiment Nr. 5
- Dragonerregiment La Reine (1673/14) > 1791 Dragonerregiment Nr. 6
- Dragonerregiment Le Dauphin (1673/15) > 1791 Dragonerregiment Nr. 7
- Dragonerregiment Penthièvre von 1674/2 > 1791 Dragonerregiment Nr. 8
- Dragonerregiment Lorraine 1673/16 > 1791 Dragonerregiment Nr. 9
- Dragonerregiment Mestre de Camp Général (1674/17) > 1791 Dragonerregiment Nr. 10
- Dragonerregiment Angouleme von 1674/18 > 1791 Dragonerregiment Nr. 11
- Dragonerregiment Artois von 1675/6 > 1791 Dragonerregiment Nr. 12
- Dragonerregiment Monsieur von 1676/8 > 1791 Dragonerregiment Nr. 13
- Dragonerregiment Chartres von 1688/1 > 1791 Dragonerregiment Nr. 14
- Dragonerregiment Noailles von 1688/2 > 1791 Dragonerregiment Nr. 15
- Dragonerregiment Orléans (1718) > 1791 Dragonerregiment Nr. 16
- Dragonerregiment Schomberg von 1743/6 > 1791 Dragonerregiment Nr. 17
- Dragonerregiment Le Roi (1744/2) > 1791 Dragonerregiment Nr. 18

## Jäger zu Pferde 1779
- Jägerregiment zu Pferd Alsace von 1665/13 > 1791 Jägerregiment zu Pferde Nr. 1
- Jägerregiment zu Pferd Eveches von 1673/17 > 1791 Jägerregiment zu Pferde Nr. 2
- Jägerregiment zu Pferd Flandre von 1675/5 > 1791 Jägerregiment zu Pferde Nr. 3
- Jägerregiment zu Pferd Franche Comte von 1675/7 > 1791 Jägerregiment zu Pferde Nr. 4
- Jägerregiment zu Pferd Hainaut von 1676/7 > 1791 Jägerregiment zu Pferde Nr. 5
- Jägerregiment zu Pferd Languedoc von 1676/9 > 1791 Jägerregiment zu Pferde Nr. 6
- Jägerregiment zu Pferd Picardie von 1779/7 > 1791 Jägerregiment zu Pferde Nr. 7
- Jägerregiment zu Pferd Guyenne von 1779/8 > 1791 Jägerregiment zu Pferde Nr. 8
- Jägerregiment zu Pferd Lorraine von 1779/9 > 1791 Jägerregiment zu Pferde Nr. 9
- Jägerregiment zu Pferd Bretagne von 17779/10 > 1791 Jägerregiment zu Pferde Nr. 10
- Jägerregiment zu Pferd Normandie von 1779/11 > 1791 Jägerregiment zu Pferde Nr. 11
- Jägerregiment zu Pferd Champagne von 1779/12 > 1791 Jägerregiment zu Pferde Nr. 12

## Husaren 1779
- Husarenregiment Bercheny von 1720 > 1791 Jägerregiment zu Pferde Nr. 1
- Husarenregiment Chamborant von 1735 > 1791 Jägerregiment zu Pferde Nr. 2
- Husarenregiment Esterhazy von 1764 > 1791 Jägerregiment zu Pferde Nr. 3
- Husarenregiment Saxe von 1776/1 > 1791 Jägerregiment zu Pferde Nr. 4
- Husarenregiment Colonel Général von 1770/13 > 1791 Jägerregiment zu Pferde Nr. 5
- Husarenregiment Lauzun von 1783 > 1791 Jägerregiment zu Pferde Nr. 6